# Fight The Blues
Fight The Blues是日本創作歌手宇多田光的一首歌曲，於2008年3月27日作為其第五張日語原創專輯《HEART STATION》的宣傳單曲以線上下載形式發行。
本曲是TBS電視台新聞節目《報道特集》的主題曲，也是宇多田光親自演出的EMI音樂日本「Moba Emi」廣告歌曲。

## 商業成績
Fight The Blues發行後最高登上日本《告示牌》百強單曲榜第1位，為宇多田光繼Stay Gold後於該榜的第二首冠軍單曲。

## 現場表演
2008年3月23日，宇多田光於日本電視台的音樂節目《Music Lovers》的「好想見宇多田光！特別編LIVE」上演唱了Fight The Blues以及Flavor Of Life -Ballad Version-等多首歌曲。

## 歌曲列表
| 線上下載 | 線上下載        | 線上下載 |
| 曲序     | 曲目            | 时长     |
| -------- | --------------- | -------- |
| 1.       | Fight The Blues | 4:10     |

## 銷售榜單
| 榜單（2008年）                     | 最高 位置 |
| ---------------------------------- | --------- |
| 日本（《告示牌》日本百強單曲週榜） | 1         |
| 日本（RIAJ付費音樂下載百強月榜）   | 53        |

## 資料來源
1. ↑  . Billboard Japan.   [2021-10-13]. （原始内容存档于2022-03-02） （日语）.
2. ↑  . 日本テレビ.   [2021-10-13]. （原始内容存档于2010-03-08） （日语）.
3. ↑  . Billboard Japan. 2008-03-26  [2021-10-13]. （原始内容存档于2021-10-22） （日语）.
4. ↑  . 2008-04-20  [2010-08-17]. （原始内容存档于2010-11-29） （日语）.